# Mouffy
Mouffy est une commune française située dans le département de l'Yonne en région Bourgogne-Franche-Comté.

## Géographie

### Climat
Pour des articles plus généraux, voir Climat de la Bourgogne-Franche-Comté et Climat de l'Yonne.
En 2010, le climat de la commune est de type climat océanique dégradé des plaines du Centre et du Nord, selon une étude du Centre national de la recherche scientifique s'appuyant sur une série de données couvrant la période 1971-2000. En 2020, Météo-France publie une typologie des climats de la France métropolitaine dans laquelle la commune est exposée à un climat océanique altéré et est dans une zone de transition entre les régions climatiques « Lorraine, plateau de Langres, Morvan » et « Centre et contreforts nord du Massif Central ». 
Pour la période 1971-2000, la température annuelle moyenne est de 10,8 °C, avec une amplitude thermique annuelle de 15,7 °C. Le cumul annuel moyen de précipitations est de 823 mm, avec 12,8 jours de précipitations en janvier et 7,8 jours en juillet. Pour la période 1991-2020, la température moyenne annuelle observée sur la station météorologique de Météo-France la plus proche, « Molesmes_sapc », sur la commune de Les Hauts de Forterre à 9 km à vol d'oiseau, est de 11,1 °C et le cumul annuel moyen de précipitations est de 850,3 mm. 
La température maximale relevée sur cette station est de 40,6 °C, atteinte le 25 juillet 2019 ; la température minimale est de −20 °C, atteinte le 9 janvier 1985,,. 
Les paramètres climatiques de la commune ont été estimés pour le milieu du siècle (2041-2070) selon différents scénarios d'émission de gaz à effet de serre à partir des nouvelles projections climatiques de référence DRIAS-2020. Ils sont consultables sur un site dédié publié par Météo-France en novembre 2022.

## Urbanisme

### Typologie
Au 1er janvier 2024, Mouffy est catégorisée commune rurale à habitat dispersé, selon la nouvelle grille communale de densité à sept niveaux définie par l'Insee en 2022.
Elle est située hors unité urbaine. Par ailleurs la commune fait partie de l'aire d'attraction d'Auxerre, dont elle est une commune de la couronne,. Cette aire, qui regroupe 104 communes, est catégorisée dans les aires de 50 000 à moins de 200 000 habitants,.

### Occupation des sols
L'occupation des sols de la commune, telle qu'elle ressort de la base de données européenne d’occupation biophysique des sols Corine Land Cover (CLC), est marquée par l'importance des territoires agricoles (94,7 % en 2018), une proportion identique à celle de 1990 (94,7 %). La répartition détaillée en 2018 est la suivante : 
terres arables (72,9 %), zones agricoles hétérogènes (21,8 %), forêts (5,3 %). L'évolution de l’occupation des sols de la commune et de ses infrastructures peut être observée sur les différentes représentations cartographiques du territoire : la carte de Cassini (XVIIIe siècle), la carte d'état-major (1820-1866) et les cartes ou photos aériennes de l'IGN pour la période actuelle (1950 à aujourd'hui).

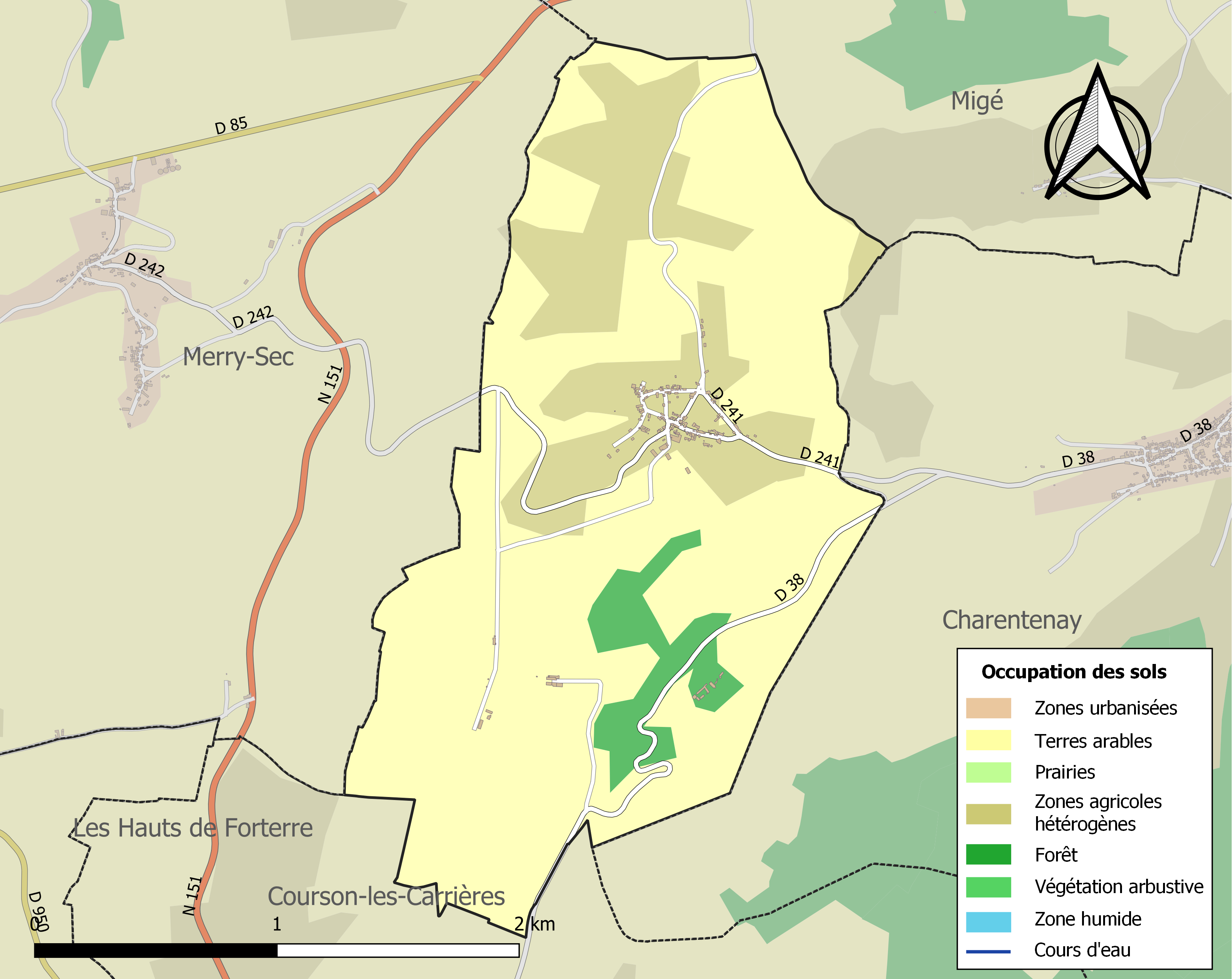
Carte des infrastructures et de l'occupation des sols de la commune en 2018 (CLC).

## Histoire
En 1595, le maréchal de Biron ruine le village. Mouffy a fait partie jusqu'à la fin du XVIIe siècle de la paroisse de Merry-Sec. Elle a donc gagné son autonomie curiale un peu avant Coulangeron.

### Les fiefs de Mouffy
Des aveux et dénombrements citent de nombreux indivisaires de ce fief durant le XIVe siècle : Isabelle veuve de l'écuyer Milot de Migé (1315) ; Guillaume de Grimolles (1323), Huguenin de Mouffy (1323-1331), Pierre Huet et son beau-père Pierre de Vrilly (1323-1331), Philippe Naserat (1323-1331). Au XVe siècle, les détenteurs changent : les enfants de Jean Du Gué et Philippe de Crux seigneur de Trouhans en 1473.

### La famille d'Angeliers
Cette famille porte le nom d'un hameau de Puisaye situé au voisinage de Saint-Vérain. Guillaume d'Angeliers détient la seigneurie de Mouffy au début du XVIe siècle. Peut être procède-t-il d'un lieutenant du prévôt des maréchaux de la guerre de Cent Ans. Sa fille Edmée d'Angeliers épouse en premières noces l'écuyer Geoffroy de Bar (1532), condamné à mort par les Grands Jours du Parlement. Elle épouse en secondes noces Claude de La Borde.

### La famille de La Borde
Détentrice de la seigneurie de Serein (paroisse de Chevannes), une branche de la famille de La Borde se fixe par mariage à la tête de la seigneurie de Mouffy au milieu du XVIe siècle. À Claude de La Borde (1561) succède Louis de La Borde. Il est condamné à mort et sera exécuté place de Grève à Paris en 1586. Ses enfants seront sous la tutelle de Jehan de La Roche, de Gy-l'Evêque. 
Son frère, Jean de La Borde (1562-1573) conserve sa part de la seigneurie en compagnie du seigneur de Migé, tout en demeurant à Merry-Sec. En 1586 et 1587, Antoine de Veilhan, seigneur de Giry, Merry-sur-Yonne, du Saussoy et de Blannay, chevalier de l'Ordre du Roi, conseiller en son Conseil Privé et capitaine de 50 hommes d'armes de ses ordonnances possède une partie de Mouffy. En 1603, Jehanne de Mathelan, veuve en premières noces de Jehan de La Borde est à présent veuve de Jehan de Biancourt, écuyer.

### La famille Coignet de La Tuilerie
En 1650, Roger de Rabutin, comte de Bussy, vend les seigneuries de Mouffy et de Prénereau au comte de Courson. Henri Coignet de La Tuilerie comte de Courson, capitaine au régiment royal de cavalerie, possède le fief de Mouffy en 1670.

## Politique et administration
| Période    | Période  | Identité          | Étiquette | Qualité |
| ---------- | -------- | ----------------- | --------- | ------- |
|            |          |                   |           |         |
| avant 1995 | ?        | Bernard Pannetier | DVD       |         |
| avant 2006 | En cours | Jean Desnoyers    |           |         |

## Démographie
L'évolution du nombre d'habitants est connue à travers les recensements de la population effectués dans la commune depuis 1793. Pour les communes de moins de 10 000 habitants, une enquête de recensement portant sur toute la population est réalisée tous les cinq ans, les populations de référence des années intermédiaires étant quant à elles estimées par interpolation ou extrapolation. Pour la commune, le premier recensement exhaustif entrant dans le cadre du nouveau dispositif a été réalisé en 2007.

En 2022, la commune comptait 133 habitants, en stagnation par rapport à 2016 (Yonne : −1,95 %, France hors Mayotte : +2,11 %).
| 1793 | 1800 | 1806 | 1821 | 1831 | 1836 | 1841 | 1846 | 1851 |
| ---- | ---- | ---- | ---- | ---- | ---- | ---- | ---- | ---- |
| 244  | 246  | 332  | 275  | 258  | 273  | 258  | 260  | 248  |

| 1856 | 1861 | 1866 | 1872 | 1876 | 1881 | 1886 | 1891 | 1896 |
| ---- | ---- | ---- | ---- | ---- | ---- | ---- | ---- | ---- |
| 253  | 240  | 259  | 260  | 251  | 243  | 236  | 209  | 207  |

| 1901 | 1906 | 1911 | 1921 | 1926 | 1931 | 1936 | 1946 | 1954 |
| ---- | ---- | ---- | ---- | ---- | ---- | ---- | ---- | ---- |
| 187  | 190  | 182  | 142  | 141  | 128  | 125  | 109  | 111  |

| 1962 | 1968 | 1975 | 1982 | 1990 | 1999 | 2006 | 2007 | 2012 |
| ---- | ---- | ---- | ---- | ---- | ---- | ---- | ---- | ---- |
| 115  | 123  | 101  | 107  | 89   | 90   | 113  | 116  | 133  |

| 2017 | 2022 | - | - | - | - | - | - | - |
| ---- | ---- | - | - | - | - | - | - | - |
| 128  | 133  | - | - | - | - | - | - | - |

## Personnalités liées à la commune
Rodolphe Ahu, né en 1984, fait revivre ce village de temps a autre en venant avec famille ou amis. Organisateur de soirée poker privé et croupier renommé.